# روان‌پریشی عرفانی
روان‌پریشی عرفانی (به انگلیسی: Mystical psychosis) اصطلاحی است که توسط Arthur J. Deikman در اوایل دهه ۱۹۷۰ میلادی نوآوری شد برای تشریح روایات اول شخص از تجربیات روان‌پریشانه که شدیداً به گزارش‌های تجربیات عرفانی شباهت دارند.